# HD92604
HD92604 — подвійна зоря. 
Дана подвійна система має видиму зоряну величину в смузі V приблизно 8,0.

## Подвійна зоря
Головна зоря цієї системи належить до хімічно пекулярних зір й має спектральний клас A6.
Інша компонента має  спектральний клас F1.